# 张玉凤

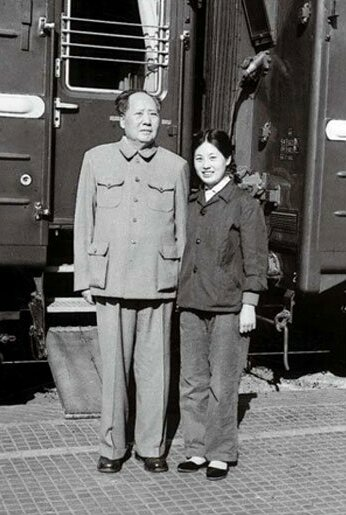
1964年的张玉凤（右）与毛泽东（左）

张玉凤（1945年1月9日—），女，黑龍江省牡丹江市人，毛泽东晚年的机要秘书。

## 生平
1945年1月9日（农历十一月二十六日）出生在东北牡丹江的一个清贫之家，父亲是商人，家中有八个子女，张玉凤排行第四。1960年代曾任職于牡丹江鐵路局的餐車服務員，廣播員，此后被調任鐵道部專运處，出任毛澤東專列的服務員，后來曾为毛泽东出巡全国时私人专列車廂上的服务员，1970年7月以後长期担任其机要秘书兼生活秘书。
张玉凤工作极为细心，毛泽东晚年对她的依赖日重，很多事情都靠她传话，甚至晚饭也是由张端进毛的房间，然后在第二天早些时候端出。张玉凤脾气耿直倔强，生氣的時候，連毛澤東都敢當面責罵，毛也要让她三分。毛泽东评價：「办事认真，工作尽职，张飞的后代，一触即跳。」周恩來曾給張玉鳳附上便條，央求「玉鳳同志」在「主席精神好，吃得好，睡得好的時（候），念給主席一聽，千萬不要在疲倦時念，拜託拜託。周恩來1975.6.16.22時半。」张玉凤掌握毛泽东的保险柜钥匙。毛去世后江青曾向她索要，她拒绝交出并将此事报告华国锋。
文革结束后离开中南海，调至中国第一历史档案馆工作，后由于个人意愿又调回铁道部，2004年自铁道部老干部局退休。现主要从事毛泽东藏书的研究，编有《毛泽东藏书》24卷共5000万字。
2004年，张玉凤曾向中共中央透露了一些毛泽东晚年的细节事件。

## 著作
《毛泽东藏书》（全二十四册）主编，1999-01 山西人民出版社

## 家庭
父亲曾是牡丹江鐵路局的鐵路搬运工人。張玉鳳1967年与在铁道部工作的刘新民结为夫妇，育有两女。大女儿（1973年8月-）在北京读完大学之后去了美国，获博士学位；小女儿学医，是北京一家医院的妇产科大夫。

## 争议
一些国内外学者認為她也是毛的情妇。毛泽东的私人医生（1954—1976）、原中国人民解放军第三〇五医院院长李志绥在其《毛泽东私人医生回忆录》中记载，毛泽东私生活混乱，跟多名年輕女性如张玉凤有性伙伴关系，并染上男性滴虫病且传染多人。而在毛泽东身边工作过的林克、徐涛、吴旭君等人在中央文献出版社1998年出版的《历史的真实》，反击李志绥书中的说法，并认为“这本书名为李志绥的个人‘回忆录’，但我们很清楚，以李志绥个人的经历和能力，是绝对写不出来的”。而在书中经常被李志绥提到的前中共中央副主席汪东兴，亦出版《汪东兴公开毛泽东私生活》一书，反驳李志绥的记录。